# Palasea gondona
Palasea gondona är en fjärilsart som beskrevs av Swinhoe 1903. Palasea gondona ingår i släktet Palasea och familjen tofsspinnare. Inga underarter finns listade i Catalogue of Life.